# Basketball Club Žalgiris 2024-2025
Questa voce raccoglie le informazioni riguardanti il Basketball Club Žalgiris nelle competizioni ufficiali della stagione 2024-2025.

## Stagione
La stagione 2024-2025 del Basketball Club Žalgiris è la 32ª nel massimo campionato lituano di pallacanestro, la Lietuvos krepšinio lyga.

## Roster
Aggiornato al 12 settembre 2024.
| Žalgiris Kaunas 2024-25 | Žalgiris Kaunas 2024-25 |
| Giocatori               | Staff tecnico           |
| ----------------------- | ----------------------- |

| N. | Naz.                                        | Ruolo | Nome                 | Anno | Alt.   | Peso   |  |
| -- | ------------------------------------------- | ----- | -------------------- | ---- | ------ | ------ |  |
| 0  | Lituania (bandiera)                         | GA    | Mantas Juzėnas       | 2006 | 199 cm | 91 kg  |  |
| 1  | Stati Uniti (bandiera)                      | P     | Tyrone Wallace       | 1994 | 196 cm | 89 kg  |  |
| 1  | Stati Uniti (bandiera)                      | G     | Lonnie Walker        | 1998 | 193 cm | 90 kg  |  |
| 2  | Stati Uniti (bandiera)                      | PG    | Isaiah Wong          | 2001 | 191 cm | 84 kg  |  |
| 3  | Francia (bandiera)                          | PG    | Sylvain Francisco    | 1993 | 185 cm | 82 kg  |  |
| 4  | Lituania (bandiera)                         | P     | Lukas Lekavičius     | 1994 | 180 cm | 78 kg  |  |
| 8  | Lituania (bandiera)                         | GA    | Iggy Brazdeikis      | 1999 | 201 cm | 98 kg  |  |
| 9  | Lituania (bandiera)                         | PG    | Dovydas Giedraitis   | 2000 | 193 cm | 90 kg  |  |
| 15 | Lituania (bandiera)                         | C     | Laurynas Birutis     | 1997 | 213 cm | 111 kg |  |
| 16 | Lituania (bandiera)                         | C     | Ignas Štombergas     | 2008 | 208 cm | 98 kg  |  |
| 18 | Serbia (bandiera)                           | AC    | Alen Smailagić       | 2000 | 208 cm | 98 kg  |  |
| 21 | Stati Uniti (bandiera)                      | A     | Matt Mitchell        | 1999 | 199 cm | 107 kg |  |
| 23 | Lituania (bandiera)                         | C     | Aleksas Bieliauskas  | 2005 | 207 cm | 106 kg |  |
| 24 | Lituania (bandiera)                         | P     | Dovydas Buika        | 2007 | 197 cm | 88 kg  |  |
| 25 | Lituania (bandiera)                         | G     | Mantas Laurenčikas   | 2006 | 191 cm | 92 kg  |  |
| 33 | Lituania (bandiera)                         | G     | Tomas Dimša          | 1994 | 196 cm | 90 kg  |  |
| 42 | Stati Uniti (bandiera) · Armenia (bandiera) | C     | Bryant Dunston       | 1986 | 203 cm | 114 kg |  |
| 45 | Stati Uniti (bandiera)                      | AG    | Brady Manek          | 1998 | 206 cm | 105 kg |  |
| 51 | Lituania (bandiera)                         | AP    | Arnas Butkevičius    | 1992 | 197 cm | 95 kg  |  |
| 91 | Lituania (bandiera)                         | AP    | Deividas Sirvydis    | 2000 | 204 cm | 94 kg  |  |
| 92 | Lituania (bandiera)                         | A     | Edgaras Ulanovas (C) | 1992 | 199 cm | 99 kg  |  |

| Allenatore |
| - Andrea Trinchieri |
| Assistente/i |
| - Andrew Antelidze - Gintaras Krapikas - Massimiliano Menetti - Vytautas Pliauga - Tautvydas Sabonis Legenda - (C) Capitano - (IN) Inattivo - Infortunato Roster |

## Mercato

### Sessione estiva
| Acquisti | Acquisti             | Acquisti       | Acquisti      | Acquisti |
| R.a      | Nome                 | da             | Modalità      |          |
| -------- | -------------------- | -------------- | ------------- | -------- |
| P        | Tyrone Wallace       | Türk Telekom   | svincolato    |          |
| PG       | Sylvain Francisco    | Bayern Monaco  | svincolato    |          |
| GA       | Liutauras Lelevičius | Lietkabelis    | fine prestito |          |
| AP       | Iggy Brazdeikis      | Olympiakos     | svincolato    |          |
| AP       | Deividas Sirvydis    | Lietkabelis    | svincolato    |          |
| AG       | Matt Mitchell        | Beşiktaş       | svincolato    |          |
| AC       | Alen Smailagić       | Partizan       | svincolato    |          |
| C        | Bryant Dunston       | Virtus Bologna | svincolato    |          |

| Cessioni | Cessioni                | Cessioni           | Cessioni       | Cessioni |
| R.       | Nome                    | a                  | Modalità       |          |
| -------- | ----------------------- | ------------------ | -------------- | -------- |
| P        | Keenan Evans            | Olympiakos         | fine contratto |          |
| PG       | Edmond Sumner           | Sichuan B. Whales  | fine contratto |          |
| G        | Karolis Lukošiūnas      | Juventus Utena     | fine contratto |          |
| GA       | Liutauras Lelevičius    | Oregon St. Beavers | fine contratto |          |
| AP       | Demetre Rivers          | Brescia            | fine contratto |          |
| AG       | Rolands Šmits           | Anadolu Efes       | fine contratto |          |
| AC       | Danielius Lavrinovičius | Lietkabelis        | fine contratto |          |
| C        | Kevarrius Hayes         | Paris              | fine contratto |          |

### Dopo l'inizio della stagione
| Acquisti | Acquisti      | Acquisti          | Acquisti         | Acquisti   |
| R.       | Nome          | da                | Data             | Modalità   |
| -------- | ------------- | ----------------- | ---------------- | ---------- |
| G        | Lonnie Walker | Boston Celtics    | 30 ottobre 2024  | svincolato |
| PG       | Isaiah Wong   | Charlotte Hornets | 26 febbraio 2025 | svincolato |

| Cessioni | Cessioni       | Cessioni           | Cessioni         | Cessioni    |
| R.       | Nome           | a                  | Data             | Modalità    |
| -------- | -------------- | ------------------ | ---------------- | ----------- |
| P        | Tyrone Wallace | Free agent         | 20 ottobre 2024  | rescissione |
| G        | Lonnie Walker  | Philadelphia 76ers | 18 febbraio 2025 | NBA escape  |
| G        | Tomas Dimša    | Saragozza          | 20 febbraio 2025 | prestito    |
| AG       | Brady Manek    | Mersin MSK         | 18 aprile 2025   | prestito    |